# Juan Ramón Carrasco
Juan Ramón Carrasco Torres (Sarandí del Yí, Departamento de Durazno, Uruguay, 15 de septiembre de 1956) es un exfutbolista y actual entrenador uruguayo. Se desempeñaba como centrocampista. Actualmente se encuentra dirigiendo a Frontera Rivera Fútbol Club de la Primera División Amateur de Uruguay.
Ha tenido una trayectoria deportiva en países como: Uruguay, Argentina, Brasil, Ecuador, Venezuela, Perú, México y España.

## Trayectoria
Nació en Sarandí del Yí, su carrera juvenil comenzó en el Ñandutí, 
equipo de Baby fútbol, y en el Club Sarandí, ambos de su ciudad natal, donde es conocido como "El Pita" por comer Pitanga en su niñez. Debutó en 1973, con 16 años, en el Nacional de Uruguay, donde se convirtió en ídolo, logrando su primer título Uruguayo en 1977, en una campaña donde Carrasco anotó 12 veces, quedando como goleador del equipo en ese torneo. En la tabla de goleadores históricos del club, aparece en la posición número 13, con 63 goles.
A principios de 1979 llegó a River Plate de Argentina (junto a otro tricolor, Alfredo de los Santos). Los millonarios ganaron 3 títulos en 1979-1980, con gran participación de Carrasco, que salió de titular producto de una lesión del Ídolo millonario Beto Alonso y jugó de tal manera que el técnico Labruna no lo podía sacar. Destaca una gran actuación en la La Bombonera con triunfo millonario 5-2, con dos goles de Carrasco.
En 1981 pasó al Racing de Avellaneda donde fue el goleador del equipo en el Metropolitano de ese año con 18 goles (a dos del máximo anotador del torneo). En total, Carrasco disputó en La academia 55 partidos convirtiendo en 28 ocasiones, terminando como un ídolo del público académico que gritaba "U-ru-guayo" especialmente en los tiros libres. Muy recordado su gol a Independiente (clásico rival), en el Libertadores de América, que selló el 2-1 para Racing a pocos minutos del final del encuentro.
En 1982 llegó a los Tecos de Guadalajara de México. Juan Ramón no se adaptó, y a principios de 1983 volvió al club que lo vio nacer futbolísticamente, Nacional. Esta transferencia fue negociada y lograda por su amigo y colega futbolista en aquel entonces, Francisco “Paco” Casal, y es considerada como la primera negociación del empresario en el mundo del fútbol, y por lo tanto Juan Ramón Carrasco es su primer representado de la historia. En 1984 formó una recordada dupla atacante con el pato Carlos Aguilera, con singular éxito en los enfrentamientos contra el tradicional rival, Peñarol.
A fines de 1985, volvió a Uruguay para jugar en Danubio (fue la primera vez que defendió una camiseta uruguaya que no fuera la de Nacional), pero una lesión en la rodilla casi le impidió jugar.
Al año siguiente volvió a Nacional en lo que fue su tercer pasaje por el club. El campeonato de 1986 es recordado porque los grandes plantearon una serie de reclamos y Peñarol no se presentó ante Huracán Buceo. Debido a ello acordaron que si Nacional terminaba uno o dos puntos por encima, jugaban un partido final. Y así ocurrió.
Transitó por Cádiz de España.Luego va a River Plate de Uruguay y Peñarol, algo por lo que fue y sigue siendo cuestionado ya que el conjunto mirasol es el tradicional rival del tricolor. Luego pasó por San Pablo, River Plate otra vez, Bella Vista.En el 92/93, jugó con Sport Marítimo de Venezuela saliendo campeón, anotando 13 goles y siendo gran figura. Luego volvió a River Plate de Uruguay. Finalmente, en 1994 hizo un nuevo regreso a las filas albas, pero sus diferencias con el técnico Héctor Salva desencadenaron su alejamiento. Sin embargo, a mediados de 1997 volvió a firmar contrato con Nacional, en lo que fue su sexto pasaje por la institución. Durante este período, Carrasco hizo una de las cosas por la que es más cuestionado. En la décima fecha los bolsos debían jugar con Defensor y una victoria seguía dejando con chance a Peñarol de obtener el segundo quinquenio de su historia. Roberto Fleitas (por entonces entrenador) anunció que jugarían los suplentes porque quería preparar a los titulares para las finales y Carrasco quedó entre los seleccionados. El partido finalizó 1-0 a favor de Nacional, Carrasco, anotó el gol del triunfo que también significó que Peñarol mantenía su chance de conseguir su segundo quinquenio, cosa que finalmente sucedió.
En 2000, Carrasco abandonó Nacional para ir a jugar a Rocha donde fue entrenador y jugador al mismo tiempo. En 2002, finalmente decidió retirarse como futbolista.

### Participaciones en Copa América
| Copa                        | Sede          | Resultado     |
| --------------------------- | ------------- | ------------- |
| Sudamericano Sub-20 de 1975 | Perú          | Campeón       |
| Copa América 1975           | Sin sede fija | Tercer puesto |

### Estilo de juego como entrenador
Como entrenador, el estilo de juego de Carrasco es bien conocido en la prensa local como en el medio por ser un fútbol fuertemente enfocado en la capacidad ofensiva. Así, sus equipos han tenido siempre un gran porcentaje de gol, aunque se lo ha criticado por carencias en la fase defensiva. El esquema de juego más típicamente utilizado por el ha sido el 3-3-1-3 aunque confiesa que recientemente ha cambiado.

### Centro Atlético Fénix (Primera etapa)
En el año 2002 asume la dirección técnica de Fénix. Allí, tras el mejor campeonato en la historia del club, siendo el equipo más goleador (96 goles), contando con el goleador del Campeonato Germán Hornos, finaliza tercero del Campeonato Uruguayo de Primera División y le permite disputar la Liguilla Pre-Libertadores (ya no existente), en la cual gana el trofeo. Esto le permitió al conjunto albivioleta clasificarse para la Copa Libertadores 2003. En esta copa obtiene sendas victorias ante el Cruz Azul de México por 6:1 (hacía 19 años que un equipo uruguayo no anotaba 6 goles por Copa Libertadores) en un histórico partido en el cual el Cruz Azul contaba con más de 4 jugadores de selección (entre ellos Francisco Palencia, Oscar Pérez, Galdames, Sebastián Abreu) y ante el The Strongest de Bolivia por 4:0 en el Estadio Luis Franzini.
Estos éxitos en Fénix le valieron a Carrasco la posibilidad de dirigir a la Selección de Uruguay.

### Selección de Uruguay
Entre los años 2003 y 2004, Carrasco fue el entrenador de la Selección Uruguaya pero fue cesado de su cargo luego de perder por 3 goles a 0 en Montevideo contra la Selección de Venezuela en marzo de 2004 por las  Eliminatorias para el Mundial.

### River Plate de Uruguay (Primera etapa)
En el año 2006 comienza su primera etapa en River Plate en donde se populariza el término "Tiqui-tiqui" para hacer referencia al estilo de juego que implementó basado en la posesión del balón y jugadas ofensivas trasladando el balón por bajo hasta el área rival.

### Club Nacional de Football
En octubre de 2010, pasó a ser el director Técnico del Club Nacional de Football (del que es un exjugador y conocido hincha), tomando al equipo en la novena posición pero, tras ganar 6 partidos y empatar 2, dejó al equipo segundo, a una sola unidad del campeón del Apertura Defensor. En el Clausura el equipo confirmaría el gran rendimiento, quedando campeón del torneo con varias fechas de anticipación, ganando el clásico ante Peñarol, y ganándole la final a Defensor para coronarse como campeón Uruguayo. Finalmente, la directiva pidió la renuncia de Carrasco en junio de 2011. Algunos jugadores claves de ese equipo dirigido por Carrasco fueron: Sebastián Coates, Alejandro Lembo, Facundo Píriz, Marcelo Gallardo, y Santiago García, este último terminaría como goleador del campeonato.

### Emelec
A mediados de 2011 llega al Emelec de Ecuador, equipo que había ganado el torneo Apertura, y por ende el derecho a jugar la Sudamericana, Libertadores, y finales del Campeonato Ecuatoriano. En un comienzo poco auspicioso, el equipo queda fuera de la Copa Sudamericana y pierde varios partidos del torneo Clausura y su liderazgo de la tabla anual. Los malos resultados continúan, y el 27 de noviembre, tras solo seis meses, presenta su renuncia.

### Atlético Paranaense
Luego fue contratado por el Atlético Paranaense, un equipo de primera división de Brasil. Después de solo 3 partidos en el Campeonato Brasileño de Serie A, fue cesado. Ese mismo año regresó a Uruguay, donde fue contratado por Danubio. Asumió en Danubio en la cuarta fecha del Campeonato Apertura 2012 y dirigió hasta la fecha 13 en la que renunció.

### River Plate de Uruguay (Segunda etapa)
En 2015 volvería a dirigir a River de Uruguay, clasificando por primera vez en la historia del club a la Copa Libertadores. Allí se reencontraría con Santiago García, quien luego de algunos años de ostracismo, volvería a hacer una buena temporada, anotando 10 goles en 15 partidos.

### Centro Atlético Fénix (Segunda etapa)
En 2018 Fénix anunció la contratación de Carrasco como entrenador. Tomando al equipo en zona de descenso, llegó a pelear los primeros puestos del campeonato, y finalmente lograría la clasificación a la Copa Sudamericana 2020. Algunos jugadores claves del equipo han sido: Rodrigo Abascal, Manuel Ugarte, Armando Méndez y Leonardo Fernández.
El 20 de febrero de 2020, tras derrotar a El nacional de Ecuador 1-0 en la ida, y empatar 2-2 en la vuelta, clasifica a Fénix por primera vez en su historia a la Segunda Fase de la Copa Sudamericana. El 23 de junio de 2021, tras la derrota sufrida ante el Liverpool Fútbol Club por 5 a 2, Carrasco fue cesado como entrenador de Fénix.
A inicios del año 2022 Juan Ramón Carrasco estuvo en negociaciones para integrarse como entrenador del Club Cerro Porteño de Paraguay, hasta que a fines del mes de marzo se hizo público que no hubo acuerdo entre la institución y el técnico.
De igual forma durante el mes de abril circularon versiones de prensa que aseguraban que el Club Atlético San Lorenzo de Almagro de Argentina estaba en la búsqueda de incorporar a Carrasco como su próximo entrenador. Finalmente los rumores fueron desestimados y actualmente el entrenador se encuentra sin equipo.

## Clubes

### Como jugador
| Club            | País      | Año       |
| --------------- | --------- | --------- |
| Nacional        | Uruguay   | 1974-1978 |
| River Plate     | Argentina | 1979-1980 |
| Racing Club     | Argentina | 1980-1981 |
| Tecos de la UAG | México    | 1982-1983 |
| Nacional        | Uruguay   | 1984      |
| Danubio         | Uruguay   | 1985      |
| Cádiz           | España    | 1986      |
| Nacional        | Uruguay   | 1987      |
| River Plate     | Uruguay   | 1988      |
| Peñarol         | Uruguay   | 1989      |
| São Paulo       | Brasil    | 1990      |
| Defensor Lima   | Perú      | 1991      |
| Bella Vista     | Uruguay   | 1992      |
| Marítimo        | Venezuela | 1993      |
| River Plate     | Uruguay   | 1994      |
| Nacional        | Uruguay   | 1995      |
| Rampla Juniors  | Uruguay   | 1996      |
| Nacional        | Uruguay   | 1997      |
| Rocha           | Uruguay   | 2000-2002 |

### Como entrenador
| Club                 | País    | Año       | P   | PG  | PE  | PP  | % v.   |
| -------------------- | ------- | --------- | --- | --- | --- | --- | ------ |
| Rocha                | Uruguay | 2000-2002 | 47  | 9   | 11  | 27  | 26.95% |
| Fénix                | Uruguay | 2002-2003 | 52  | 29  | 8   | 15  | 60.9%  |
| Selección de Uruguay | Uruguay | 2003-2004 | 13  | 7   | 2   | 4   | 58.98% |
| River Plate          | Uruguay | 2006-2010 | 125 | 59  | 31  | 35  | 55.47% |
| Nacional             | Uruguay | 2010-2011 | 30  | 20  | 5   | 5   | 72.23% |
| Emelec               | Ecuador | 2011      | 22  | 9   | 4   | 9   | 46.97% |
| Atlético Paranaense  | Brasil  | 2012      | 36  | 23  | 8   | 5   | 71.3%  |
| Danubio              | Uruguay | 2012      | 10  | 0   | 4   | 6   | 13.33% |
| River Plate          | Uruguay | 2015-2016 | 43  | 13  | 11  | 19  | 38.76% |
| Fénix                | Uruguay | 2018-2021 | 108 | 33  | 35  | 40  | 41.36% |
| Frontera Rivera      | Uruguay | 2024-act. | 1   | 0   | 0   | 1   |        |
| Total                | Total   | Total     | 487 | 202 | 119 | 166 | 49.63% |

- Actualizado el 25 de setiembre de 2024

## Selección nacional
En 1975, disputó el Sudamericano Sub-20 de Perú, en el cual Uruguay se coronaría campeona.
Ha sido internacional absoluto con la Selección de Uruguay, disputando la Copa América de 1975, con la cual lograron el tercer puesto.

## Palmarés

### Como jugador

#### Campeonatos nacionales
| Título              | Club        | País      | Año    |
| ------------------- | ----------- | --------- | ------ |
| Campeonato Uruguayo | Nacional    | Uruguay   | 1977   |
| Primera División    | River Plate | Argentina | M-1979 |
| Primera División    | River Plate | Argentina | N-1979 |
| Primera División    | River Plate | Argentina | M-1980 |
| Primera División    | Marítimo    | Venezuela | 1993   |

#### Campeonatos internacionales
| Título              | Club                 | País    | Año  |
| ------------------- | -------------------- | ------- | ---- |
| Sudamericano Sub-20 | Selección de Uruguay | Uruguay | 1975 |

(*) Incluye a la selección.

### Como entrenador

#### Campeonatos nacionales
| Título                    | Club     | País    | Año  |
| ------------------------- | -------- | ------- | ---- |
| Liguilla Pre-Libertadores | Fénix    | Uruguay | 2002 |
| Campeonato Uruguayo       | Nacional | Uruguay | 2011 |

## Reconocimiento
Su ciudad natal, Sarandí del Yí tiene un estadio de fútbol que lleva su nombre, en reconocimiento por toda su trayectoria deportiva.